# SIX5
La proteína Homeobox SIX5 es una proteína que en humanos está codificada por el gen SIX5.